# Sinularia
Sinularia är ett släkte av koralldjur. Sinularia ingår i familjen läderkoraller.

## Dottertaxa tillSinularia, i alfabetisk ordning[1]
- Sinularia abhishiktae
- Sinularia abrubta
- Sinularia acetabulata
- Sinularia agilis
- Sinularia andamanensis
- Sinularia anomala
- Sinularia arborea
- Sinularia asterolobata
- Sinularia barcaformis
- Sinularia brassica
- Sinularia candidula
- Sinularia capillosa
- Sinularia capitalis
- Sinularia ceramensis
- Sinularia compacta
- Sinularia compressa
- Sinularia conferta
- Sinularia corpulenta
- Sinularia crassa
- Sinularia cristata
- Sinularia cruciata
- Sinularia crustaformis
- Sinularia dactyloclados
- Sinularia deformis
- Sinularia densa
- Sinularia depressa
- Sinularia discrepans
- Sinularia dissecta
- Sinularia dura
- Sinularia elongata
- Sinularia erecta
- Sinularia exilis
- Sinularia facile
- Sinularia fibrilla
- Sinularia fibrillosa
- Sinularia firma
- Sinularia fishelsoni
- Sinularia flabelliclavata
- Sinularia flexibilis
- Sinularia flexuosa
- Sinularia foveolata
- Sinularia frondosa
- Sinularia fungoides
- Sinularia gardineri
- Sinularia gaweli
- Sinularia gaveshaniae
- Sinularia gibberosa
- Sinularia grandilobata
- Sinularia granosa
- Sinularia gravis
- Sinularia grayi
- Sinularia gyrosa
- Sinularia halversoni
- Sinularia heterospiculata
- Sinularia hirta
- Sinularia humesi
- Sinularia incompleta
- Sinularia inelegans
- Sinularia inexplicita
- Sinularia inflata
- Sinularia jasminae
- Sinularia kavarattiensis
- Sinularia lamellata
- Sinularia laminilobata
- Sinularia larsonae
- Sinularia leptoclados
- Sinularia licroclados
- Sinularia lochmodes
- Sinularia loyai
- Sinularia macrodactyla
- Sinularia macropodia
- Sinularia mammifera
- Sinularia manaarensis
- Sinularia marenzelleri
- Sinularia mauritiana
- Sinularia maxima
- Sinularia mayi
- Sinularia megalosclera
- Sinularia microclavata
- Sinularia microspiculata
- Sinularia minima
- Sinularia mira
- Sinularia molesta
- Sinularia mollis
- Sinularia molokaiensis
- Sinularia monstrosa
- Sinularia muqeblae
- Sinularia muralis
- Sinularia nanolobata
- Sinularia notanda
- Sinularia numerosa
- Sinularia ornata
- Sinularia ovispiculata
- Sinularia papillosa
- Sinularia parulekari
- Sinularia parva
- Sinularia paulae
- Sinularia pavida
- Sinularia peculiaris
- Sinularia pedunculata
- Sinularia platylobata
- Sinularia platysma
- Sinularia polydactyla
- Sinularia portieri
- Sinularia prattae
- Sinularia procera
- Sinularia prodigiosa
- Sinularia querciformis
- Sinularia ramosa
- Sinularia recurvata
- Sinularia rigida
- Sinularia robusta
- Sinularia sandensis
- Sinularia scabra
- Sinularia schleyeri
- Sinularia schumacheri
- Sinularia sipalosa
- Sinularia slieringsi
- Sinularia sobolifera
- Sinularia tenella
- Sinularia terspilli
- Sinularia triangula
- Sinularia unilobata
- Sinularia vanderlandi
- Sinularia variabilis
- Sinularia venusta
- Sinularia verrucosa
- Sinularia verseveldti
- Sinularia vervoorti
- Sinularia whiteleggei
- Sinularia vrijmoethi
- Sinularia yamazatoi